# Heiðar Helguson
Heiðar Helguson (Dalvík, 1977. augusztus 22. –) izlandi labdarúgócsatár
Pályafutása kezdetén az izlandi UMFS Dalvík és Þróttur csapatainál játszott. Miután egy szezont kölcsönben a norvég Lillestrøm SK-nál töltött, Heiðar 1999-ben az angol Watfordba igazolt, a Lillestrøm 1,5 millió font átigazolási díjat kapott. Az angol média nevét Heidarra angolosította, a szigetországban ezen a néven vált ismertté.
Habár a Watforddal első szezonjában kiesett a Premier League-ből, Heiðar "megtalálta a góllövő cipőjét", csapata házi gólkirálya lett az 1999–2000-es, a 2002–03-as és a 2004–05-ös szezonban, 2005-ben szerződtette a Fulham. A londoni, Premier League-szereplő csapatban 2005 és 2007 közt játszott, majd 2009-ig a szintén élvonalbeli Boltonban játszott, ekkor a másodosztályú QPR szerződtette. Miután a 2009–10-es szezont a Watfordnál töltötte kölcsönben, a 2010–11-es szezonban alapembere volt a Premier League-be bajnokként feljutó QPR-nak. A QPR az 1995–96-os szezon óta először szerepelt az élvonalban, Heiðar házi gólkirályként zárt, a 2011–12-es szezon utolsó fordulójában biztosították be a bennmaradást. A szezon után a Cardiff City játékosa lett.
Heiðar játszott, gólt is lőtt hazája U19-es és U21-es válogatottjában, mielőtt 1999-ben felnőttszinten is bemutatkozhatott. 55 válogatottságán 13 gólt szerzett, 2011-ben vonult vissza a nemzeti csapattól.

## Klubcsapatban

### Kezdetek
Heiðar 1977. augusztus 22-én született Izland legészakibb városában, Dalvíkban. Első klubjához, a városi UMFS Dalvíkhoz 1985-ben, nyolcévesen csatlakozott. Nyolc évet töltött a klub különböző csapataiban (U10-es, U12-es, U15-ös stb.), mindössze 13 évesen debütált a tartalékcsapatban. 1993-ban debütált az első csapatban, mindössze 15 éves volt. 11 bajnokin 5 gólt szerzett, mielőtt a Þróttur 1994-ben, 16 évesen leigazolta.
Három szezon alatt 54 bajnokin 34 gólt szerzett, több európai csapat, mint a Newcastle United, a skót St. Mirren és a német 1. FC Kaiserslautern, érdeklődött iránta.

### Lillestrøm
Heiðar 1998 őszén érkezett Lillestrømbe. Az első csapatban októberben debütált, érdekesség, hogy az 1-es számot viselte a hátán. A következő szezonban a norvég labdarúgás egyik meglepetése lett, 16 bajnoki gólt lőtt (bemutatkozó szezonjában mindössze 2-t). Heiðar nagyon népszerű volt, rajongói The Helgusonsons nevű szurkolói klubot is alapítottak.

### Watford

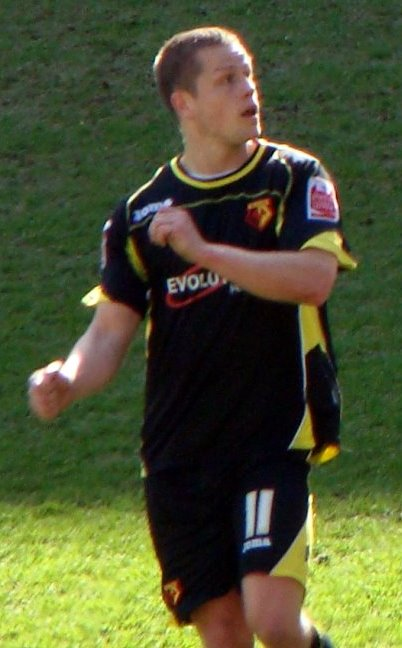
Heiðar a Watford mezében

Heiðart az 1999–2000-es szezon közepén szerződtette a Watford menedzsere, Graham Taylor klubrekordot jelentő 1,5 millió fontért. A támadósort megerősítendő igazolták, a Liverpool ellen jó játékkal mutatkozott be. Heiðar a meccsen gólt lőtt. A szezonban ezen kívül 5-ször volt eredményes. Azonban góljai sem tudták benntartani a hertfordshirei klubot, a feljutás után rögtön ki is estek a Premier League-ből.
A Division 1-ben a szezon elején 15 meccsen nem kaptak ki, vezették a bajnokságot. Azonban 2000 végén Heiðar rossz formába került, sokat kritizálták – kritikából bőségesen jutott a klubnál töltött első pár éve alatt. A szezon végén Taylor visszavonult az edzősködéstől, Gianluca Vialli érkezett a helyére, Heiðart szélsőhátvédként játszatta.
A 2002–03-as szezonra Ray Lewington lett az edző, Heiðar jó formába lendült. Habár sérüléssel bajlódott (számára a szezon csak szeptember végén kezdődhetett el), a szezon végén 13 góllal a Watford házi gólkirálya lett, az FA-kupa elődöntőjéig jutottak. A 2003–04-es szezon első felét Heiðarnak sérülése miatt majdnem végig ki kellett hagynia. Visszatérése után számos emlékezetes teljesítményt mutatott be, például a Chelsea elleni kupameccsen.
A 2004–05-ös volt Heiðar legjobb watfordi szezonja. Sérüléséből teljesen felépült, 20 gólt lőtt, emellett begyűjtötte "A Szezon Gólja" és az "Év Játékosa" díjat. Góljai felkeltették több élvonalbeli csapat érdeklődését, mivel a Watfordnak pénzre volt szüksége, elfogadták a Fulham ajánlatát.

### Fulham
Heiðar 2007. június 27-én szerződött a Fulhamhez, a szezont a padon kezdte. Első gólját a ligakupában lőtte, 5–4-re verték a Lincolnt. A Brian McBridedal alkotott csatárpárja a legjobb védelmeknek is gondot okozott. Heiðar betalált a Chelsea (büntető), az Aston Villa (büntető), a West Ham (akciógól bal lábbal) és a Manchester United (fejes) ellen, duplázott a West Brom 6–1-es legyőzésekor, a Bolton Wanderersnek egy szabadrúgás utáni fejesből talált be, a Middlesbrough kapuját büntetőből vette be. A 2006–07-es szezonra a 10-es mezről a 9-esre váltott.

### Bolton Wanderers
2007. július 20-án biztossá vált, hogy Heiðar elhagyja a Fulhamet a Bolton Wanderers menedzsere, Sammy Lee keretátalakítási tervei miatt, az átigazolási díjat nem hozták nyilvánosságra. Heiðar három évre írt alá a Csülkösökhöz, miután a Fulham leigazolta David Healyt és Diomansy Kamara is a londoni fehérmezes csapathoz került.
2007. augusztus 11-én mutatkozott be, a megsérülő Kevin Davies helyére állt be a Newcastle United. Négy nap múlva először tért vissza a Craven Cottagera, ő lőtte a Bolton egyetlen gólját, a Fulham 2–1-re nyert.
2008. január végéig Heiðar sérült volt, a hónap elején a csatár Nicolas Anelka a Chelseabe igazolt. Ezután első meccse előző klubja, a Fulham ellen volt, az utolsó nyolc percre állt be. Első gólját 4 nappal később a Reading 2–0-s legyőzésekor lőtte.
A Bolton 2008 májusában Belgiumba küldte műtétre, hogy a felkészülési szezont már a klubbal tudja végigcsinálni.

### Queens Park Rangers

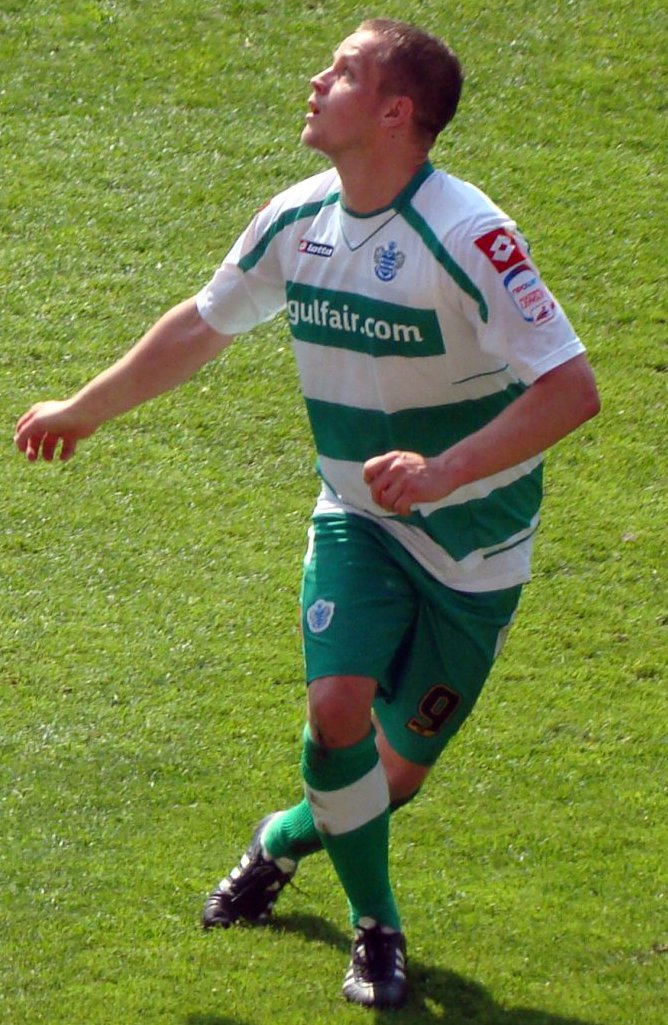
Heiðar 2011 áprilisában a QPR színeiben

November 20-án bejelentették, Heiðart a Queens Park Rangers 2009. január végéig vészkölcsönbe veszi. A kölcsön azonban csak a következő hét péntekén indult.
Első meccsén a Wolverhampton Wanderers ellen nem talált be, a gólszerzés második meccsén, a Sheffield Wednesday ellen sem sikerült, de Heiðar a Plymouth Argyle ellen betalált, egyaránt duplázott a Preston North End és Blackpool ellen, első 10 meccsén összesen 5 gólt lőtt. Január 2-án a londoni csapat titkos összegért végleg szerződtette.
Miután egy szezont kölcsönben a Watfordnál töltött, visszatért a QPR-hoz. Miután bebiztosította helyét a kezdő 11-ben, 13 gólt lőtt, a Rangers megnyerte a 2010–11-es Championshipet, a Buzsáky Ákost is soraiban tudó csapat például a londoni rivális Crystal Palacet egy kései góllal verték a Loftus Roadon. Heiðar a Neil Warnock által vezetett Premier League-csapatnak is alapembere volt, klublegendává vált, amikor a városi rivális Chelsea ellen az ő büntetőgóljával nyertek 1–0-ra. 15 év után győzték le újra a Kékeket.
A Stoke ellen 3–2-re megnyert idegenbeli meccsen 2 gólt lőtt. Egyik gólt fejelte, a másikat egy érintésből lőtte be.
2011. december 3-án beállította a sorozatban legtöbb otthoni QPR-gól rekordját. A West Brom elleni meccs 1–1 lett, gólja fejesből született.
Habár a szezon második felét szinte teljesen kihagyta ágyéksérülése miatt, Heiðar lett a 2011–12-es szezonban a QPR házi gólkirálya, minden sorozatot együttvéve 9 gólt szerzett. A gólok megmentették a kieséstől a Rangersöt, a sorsuk csak az utolsó fordulóban dőlt el, 3–2-re kaptak ki a bajnok Manchester Citytől.

### Visszatérés a Watfordhoz
2009. szeptember 15-én a Watfordnak sikerült három hónapra kölcsönben szert tennie Heiðar szolgálataira, a játékos visszatért 2000 és 2005 közti sikerei színhelyére. Visszatérése felemásra sikerült, a Leicester City ellen duplázott, gólpasszt adott, majd sérülés miatt lecserélték. Kölcsönjátéka negyedik meccsét a Scunthorpe United ellen játszotta, ahol megszerezte negyedik és ötödik gólját. Az eredeti kölcsönszerződés december 28-án lejárt, de akkori pletykák szerint a klubok tárgyaltak a kölcsönszerződés meghosszabbításáról. Január 11-én mindkét klub megerősítette, hogy a kölcsönszerződést a szezon végéig meghosszabbították.

### Cardiff City
2012. augusztus 12-én Heiðar egy évre a Cardiff City játékosa lett, a 22-es mezt kapta. Heiðar első cardiffi gólját egy Bournemouth elleni edzőmeccsen lőtte, másodikat augusztus 14-én a Northampton Town elleni Ligakupa-meccsen lőtte. Első bajnoki gólját Cardiff-mezben augusztus 25-én lőtte, a Bristol City elleni severnsidei derbin 4–2-re kaptak ki. Duplázott az Ipswich Town ellen, amivel a Cardiff a tabella élén maradt. Heiðar további gólokat lőtt idegenben a Nottingham Forest és a Charlton Athletic ellen, otthon talált be a Hull Citynek. A szezon végén feljutottak a Premier Leaguebe, Helguson szerződése lejártával távozott a csapattól.

## Válogatottban
Heiðar 1999 áprilisában mutatkozott be az izlandi labdarúgó-válogatottban a Málta elleni edzőmeccsen, csereként állt be Ríkharður Daðason helyére, 2010. októberéig 52 meccsen 12 gólt lőtt. 3 góllal ő lett a 2004-es FA nyári torna gólkirálya. Egy 2006. augusztusi spanyolok elleni barátságos meccs után sokáig nem volt válogatott, 2007 júniusában le is mondta azt.
2008. augusztus 28-án Heiðar visszatért önkéntes száműzetéséből és bekerült a Norvégia és Skócia ellen készülő izlandi keretbe. Előbbi vb-selejtezpőn gólt lőtt, a végeredmény 2–2 lett.
Heiðar 2010. október 12-én betalált a Portugália elleni 2012-es labdarúgó-Európa-bajnokság-selejtezőn.

## Statisztikák
| Klub      | Klub                             | Klub                         | Bajnokság | Bajnokság | Kupa   | Kupa   | Ligakupa   | Ligakupa   | Európa | Európa | Összesen | Összesen |
| Szezon    | Klub                             | Liga                         | Meccs     | Gól       | Meccs  | Gól    | Meccs      | Gól        | Meccs  | Gól    | Meccs    | Gól      |
| Anglia    | Anglia                           | Anglia                       | Bajnokság | Bajnokság | FA Cup | FA Cup | League Cup | League Cup | Európa | Európa | Összesen | Összesen |
| --------- | -------------------------------- | ---------------------------- | --------- | --------- | ------ | ------ | ---------- | ---------- | ------ | ------ | -------- | -------- |
| 1999–2000 | Watford                          | Premier League               | 16        | 6         | 0      | 0      | 0          | 0          | —      | —      | 16       | 6        |
| 2000–01   | Watford                          | Division 1                   | 33        | 8         | 1      | 0      | 3          | 1          | —      | —      | 37       | 9        |
| 2001–02   | Watford                          | Division 1                   | 34        | 6         | 1      | 0      | 5          | 1          | —      | —      | 40       | 7        |
| 2002–03   | Watford                          | Division 1                   | 30        | 11        | 4      | 2      | 0          | 0          | —      | —      | 34       | 13       |
| 2003–04   | Watford                          | Division 1                   | 22        | 8         | 1      | 1      | 1          | 0          | —      | —      | 14       | 9        |
| 2004–05   | Watford                          | Championship                 | 39        | 16        | 2      | 1      | 5          | 3          | —      | —      | 46       | 20       |
| 1999–05   | Watford összesen                 | Watford összesen             | 174       | 55        | 9      | 4      | 14         | 6          | 0      | 0      | 197      | 65       |
| 2005–06   | Fulham                           | Premier League               | 27        | 8         | 0      | 0      | 2          | 2          | —      | —      | 29       | 10       |
| 2006–07   | Fulham                           | Premier League               | 30        | 3         | 3      | 0      | 1          | 1          | —      | —      | 34       | 4        |
| 2005–07   | Fulham összesen                  | Fulham összesen              | 57        | 11        | 3      | 0      | 3          | 3          | 0      | 0      | 63       | 14       |
| 2007–08   | Bolton Wanderers                 | Premier League               | 6         | 2         | 0      | 0      | 0          | 0          | 2      | 0      | 8        | 2        |
| 2008–09   | Bolton Wanderers                 | Premier League               | 1         | 0         | 0      | 0      | 1          | 0          | —      | —      | 2        | 0        |
| 2007–09   | Bolton Wanderers összesen        | Bolton Wanderers összesen    | 7         | 2         | 0      | 0      | 1          | 0          | 2      | 0      | 10       | 2        |
| 2008–09   | Queens Park Rangers (kölcsönben) | Championship                 | 20        | 5         | 1      | 0      | —          | —          | —      | —      | 21       | 5        |
| 2009–10   | Queens Park Rangers              | Championship                 | 5         | 1         | 1      | 0      | 0          | 0          | —      | —      | 5        | 1        |
| 2009–10   | Watford (kölcsönben)             | Championship                 | 29        | 11        | —      | —      | 0          | 0          | —      | —      | 29       | 11       |
| 2010–11   | Queens Park Rangers              | Championship                 | 34        | 13        | 0      | 0      | 0          | 0          | —      | —      | 34       | 13       |
| 2011–12   | Queens Park Rangers              | Premier League               | 16        | 8         | 3      | 0      | 0          | 0          | —      | —      | 19       | 9        |
| 2008–12   | Queens Park Rangers összesen     | Queens Park Rangers összesen | 75        | 28        | 5      | 0      | 0          | 0          | 0      | 0      | 80       | 28       |
| 2012–13   | Cardiff City                     | Championship                 | 38        | 8         | 0      | 0      | 1          | 1          | —      | —      | 39       | 9        |
| 2012–2013 | Cardiff City összesen            | Cardiff City összesen        | 38        | 8         | 0      | 0      | 1          | 1          | 0      | 0      | 39       | 9        |
| Összesen  | Összesen                         | Összesen                     | 380       | 114       | 17     | 4      | 18         | 9          | 2      | 0      | 418      | 129      |

## Sikerei, díjai
Queens Park Rangers
- Football League Championship: 2010–11

Cardiff City
- Football League Championship: 2012–13

## Fordítás
Ez a szócikk részben vagy egészben  a   Heiðar Helguson című angol Wikipédia-szócikk ezen változatának fordításán alapul.  Az eredeti cikk szerkesztőit annak laptörténete sorolja fel. Ez a jelzés csupán a megfogalmazás eredetét és a szerzői jogokat jelzi, nem szolgál a cikkben szereplő információk forrásmegjelöléseként.